# Boeing AH-6
Il Boeing AH-6 è una serie di elicotteri leggeri basati sulla famiglia di macchine MH-6 Little Bird e MD 500. Sviluppati dalla Boeing Rotorcraft Systems, tra le diverse varianti sono incluse gli APR Unmanned Little Bird (ULB), l'A/MH-6X Mission Enhanced Little Bird (MELB) e due varianti rimaste allo stato di proposta, l'AH-6I e l'AH-6S.
L'Unmanned Little Bird, che Boeing ha costruito usando come base un MD 530F civile, ha volato per la prima volta l'8 settembre 2004 e ha effettuato il suo primo volo autonomo (con pilota di sicurezza) il 16 ottobre 2004.

## Utilizzatori
Arabia Saudita
- Guardia nazionale dell'Arabia Saudita

24 AH-6i ordinati ad agosto 2014.
 Giordania
- Al-Quwwat al-Jawwiyya al-malikiyya al-Urdunniyya

24 AH-6i consegnati, tutti in servizio al gennaio 2021.
 Stati Uniti
- United States Army

 Thailandia
- Kongthap Bok Thai

Il 24 settembre 2019, la US Defense Security Cooperation Agency (DSCA), ha approvato la vendita di 8 AH-6i da attacco e ricognizione. Ordine firmato il febbraio 2022.